# Визианагарам
Визиана́гарам (англ. Vizianagaram) — город в индийском штате Андхра-Прадеш. Административный центр округа Визианагарам.

## География
Расположен в 42 км к северо-востоку от города Вишакхапатнам и в 18 км от побережья Бенгальского залива. Средняя высота над уровнем моря — 73 метра.

## Население
По данным переписи 2010 года население города составляет 227 533 человека.
По данным всеиндийской переписи 2001 года, в городе проживало 174 324 человека, из которых мужчины составляли 49 %, женщины — соответственно 51 %. Уровень грамотности взрослого населения составлял 68 % (при общеиндийском показателе 59,5 %). Уровень грамотности среди мужчин составлял 75 %, среди женщин — 62 %. 10 % населения было моложе 6 лет.

## Экономика
В городе расположен крупный завод по производству ферромарганца. Другие отрасли промышленности включают производство джутового шпагата, сахара, цемента, фармацевтическую отрасль и др. Развита торговля.

## Галерея

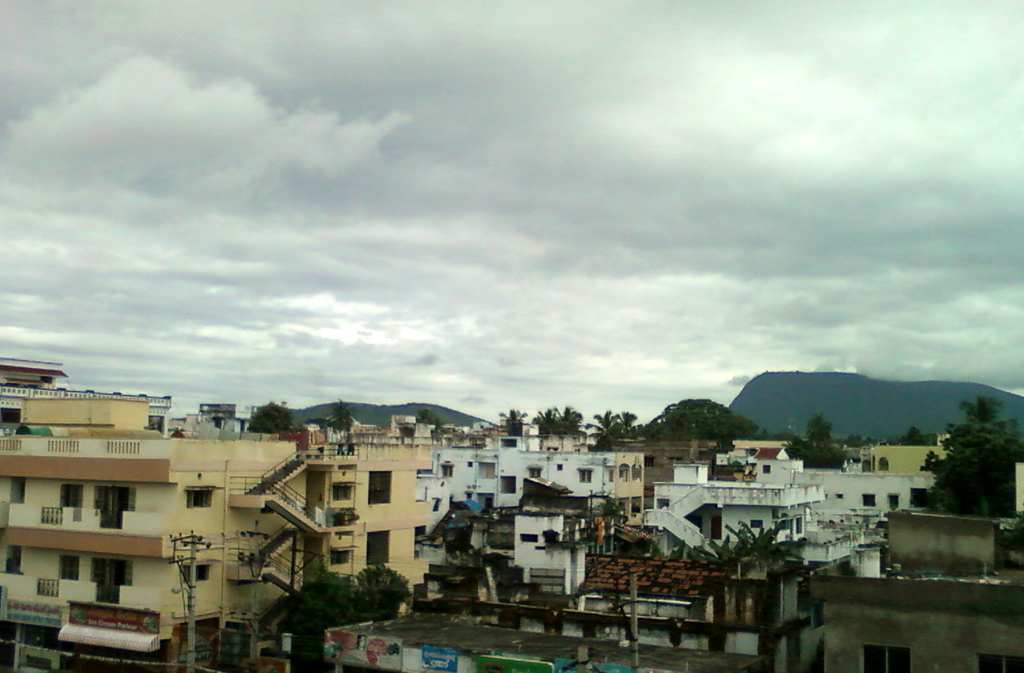
Вид на город
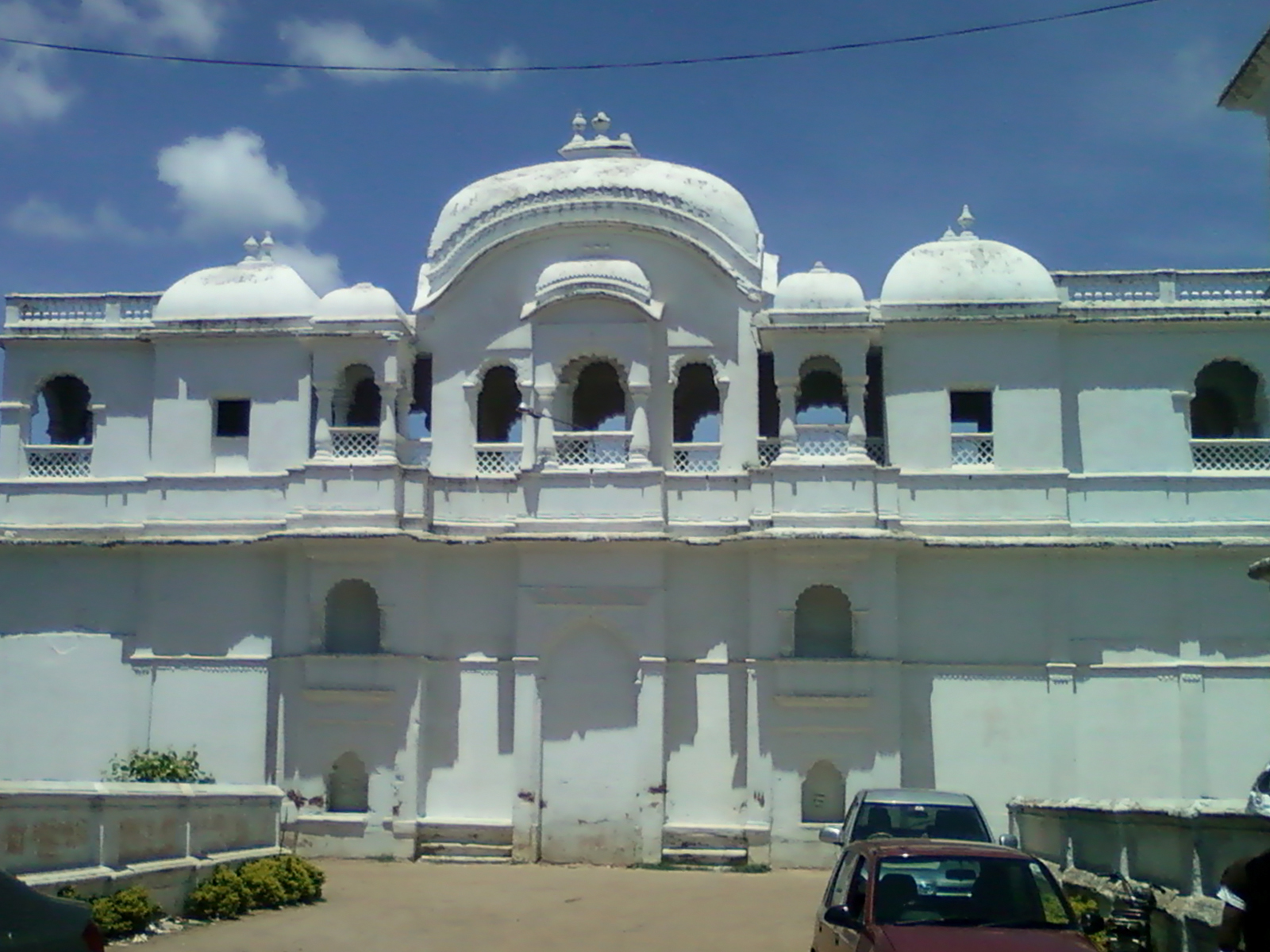
Форт Визианагарам
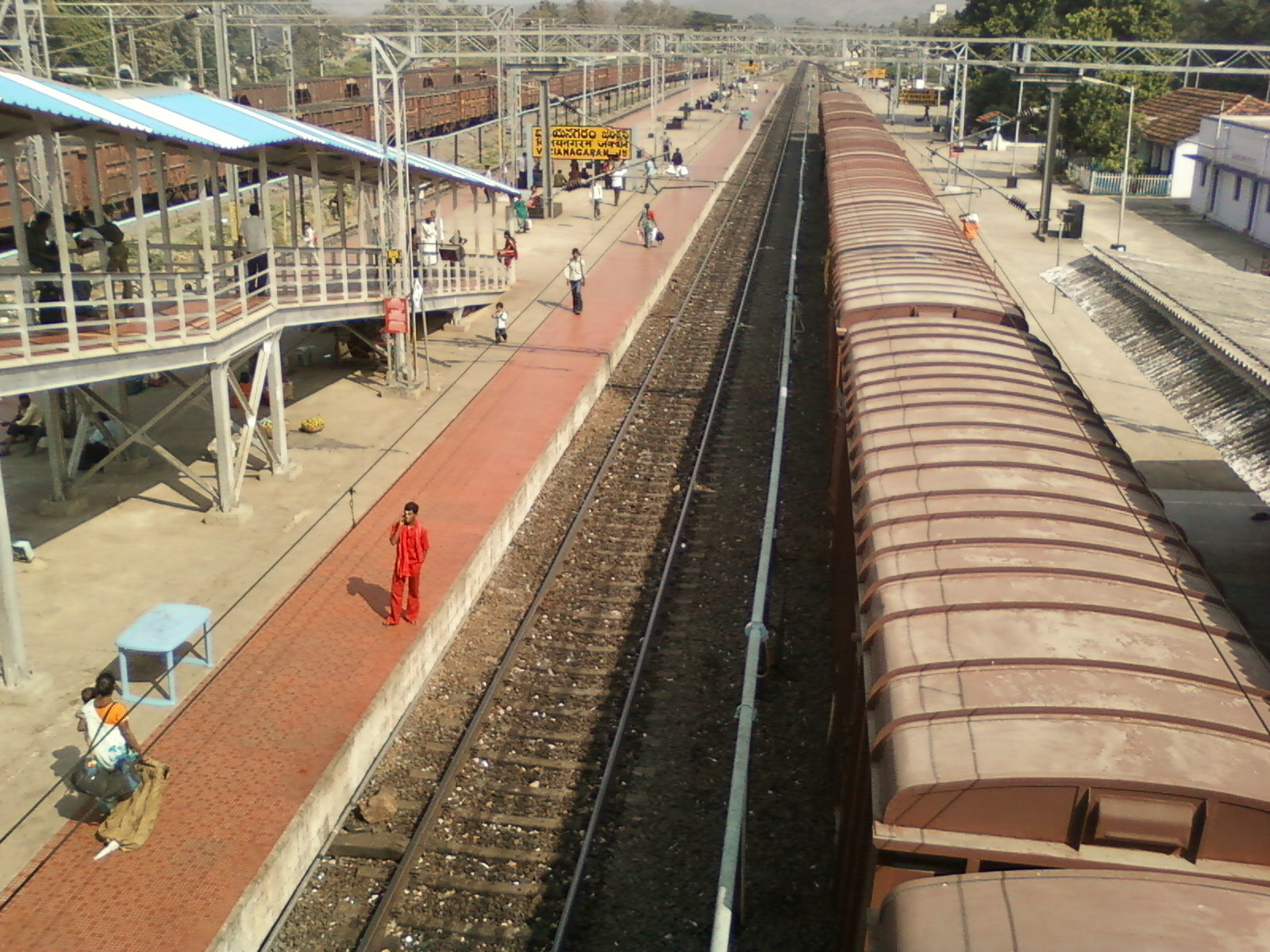
Железнодорожная станция